# Plectoptera palustris
Plectoptera palustris är en kackerlacksart som beskrevs av Pruna 1974. Plectoptera palustris ingår i släktet Plectoptera och familjen småkackerlackor. Inga underarter finns listade i Catalogue of Life.